# Mladi HNS-a
Mladi HNS-a politički su podmladak Hrvatske narodne stranke - liberalnih demokrata. Osnovani su 2001. godine, a unutar Hrvatske narodne stranke - liberalni demokrati Mladi HNS-a imaju status intersnog odbora mladih. Dodatno ojačani ujedinjenjem s mladima LIBRA-e, stranke liberalnih demokrata, Mladi HNS-a broje preko 8000 članova diljem Hrvatske. Članovi Mladih HNS-a su svi članovi HNS-a do 30 godina starosti.

## Politički profil
Mladi HNS-a su najveća organizacija mladih liberala u Hrvatskoj i sastavni dio Hrvatske narodne stranke – liberalni demokrati te promiču liberalno usmjerene javne politike.

## Ustrojstvo organizacije
Ustrojstvo organizacije određuje se Pravilnikom (= Statutom) Mladih HNS-a. Organizacija je ustrojena na razini podružnica (gradovi i općine), županijskih organizacija i Gradske organizacije Grada Zagreba, regionalnih saveza, državne razine te Skupštine na razini Hrvatske.
Središnja tijela su:
- Skupština Mladih HNS-a - krovna organizacija svih Interesnih odbora mladih (IOM-a) na nacionalnoj razini
- Središnji interesni odbor mladih HNS-a (SIOM) - izvršno je tijelo između dvije sjednice Skupštine
- Predsjedništvo Mladih HNS-a - izvršno je tijelo SIOM-a

- Predsjednik (predsjednica) Mladih HNS-a

Skupština mladih HNS-a donosi i mijenja Program rada; donosi Poslovnik o svom radu; između svojih redova bira predsjedništvo Mladih HNS-a; bira 2 (dva) predstavnika mladih za Središnji odbor HNS-a; razmatra i usvaja izvještaje o radu Mladih HNS-a, predsjednika i tijela Mladih HNS-a; proglašava počasne članove te obavlja druge poslove iz svog djelokruga određenog Statutom HNS-a.
SIOM čine predsjedništvo Mladih HNS-a, predsjednici Mladih HNS-a Regionalnih saveza i predsjednici Mladih HNS-a Županijskih organizacija.
Predsjedništvo Mladih HNS-a nadzire realizaciju donesenih odluka na SIOM-u i Skupštini Mladih HNS-a, koordinira rad Mladih na područjima županija, te realizira druge im povjerene zadatke.
Predsjednik Mladih HNS-a predstavlja i zastupa Mlade HNS-a, rukovodi radom SIOM HNS-a, brine se o upoznavanju javnosti s radom Mladih HNS-a i njegovih tijela te obnaša i druge poslove utvrđene Poslovnikom i koje mu povjeri SIOM.

## Članstvo u međunarodnim organizacijama
- Mladi europski liberali (LYMEC)
- Federacija mladih liberala (IFLRY)
- Mreža mladih liberala jugoistočne europe (ISEEL)

## Poveznice
- Hrvatska narodna stranka – liberalni demokrati
- Politički podmladak
- Mladi europski liberali (LYMEC)

## Vanjske poveznice
- Službene stranice Mladih HNS-a
- Stranice Mladih HNS-a na Facebook-u